# Лімамарела
Лімамарела (англ. Limamarela) — одна з місцевих громад, що розташована в районі Лерібе, Лесото. Населення місцевої ради у 2006 році становило 8 733 особи.